# Hugues Imbert (historien)
Pour les articles homonymes, voir Hugues Imbert et Imbert.
René Jean Hugues Imbert, dit Hugues Imbert, né le 1er novembre 1822 à Argenton-Château et mort le 13 juillet 1882 à Thouars, est un historien, collectionneur et homme politique des Deux-Sèvres. 

## Biographie

### Famille
Hugues Imbert nait le 1er novembre 1822 à Argenton-Château de Jean-François Imbert et de Prudence Moreau. Marié à Mathilde Moricet, ils ont eu un fils, Marcel Imbert, qui est mort en 1877 à l'âge de 19 ans.

### Carrière
Hugues Imbert exerce la profession de greffier de justice à Thouars durant près de 20 ans, reprenant la charge de son oncle maternel. 
Il devient conseiller municipal de la ville de Thouars puis, en 1871, conseiller général des Deux-Sèvres,.
Il est également membre correspondant du Comité des travaux historiques et scientifiques de 1865 à 1881, vice-président de la Société de statistique des Deux-Sèvres et membre de la Société des antiquaires de l'Ouest,.
Collectionneur de son vivant, sa veuve fera don, en 1920, de ses différentes pièces de collection (faïence, verrerie, armes préhistoriques, mobilier ancien...) au musée Henri-Barré.
Hugues Imbert est notamment connu pour son ouvrage Histoire de Thouars paru en 1871. Ses recherches historiques concernant Thouars et sa seigneurie sont facilitées par Louis-Charles de La Trémoille qui lui permet d'accéder au chartrier des ducs de la Trémoille. 

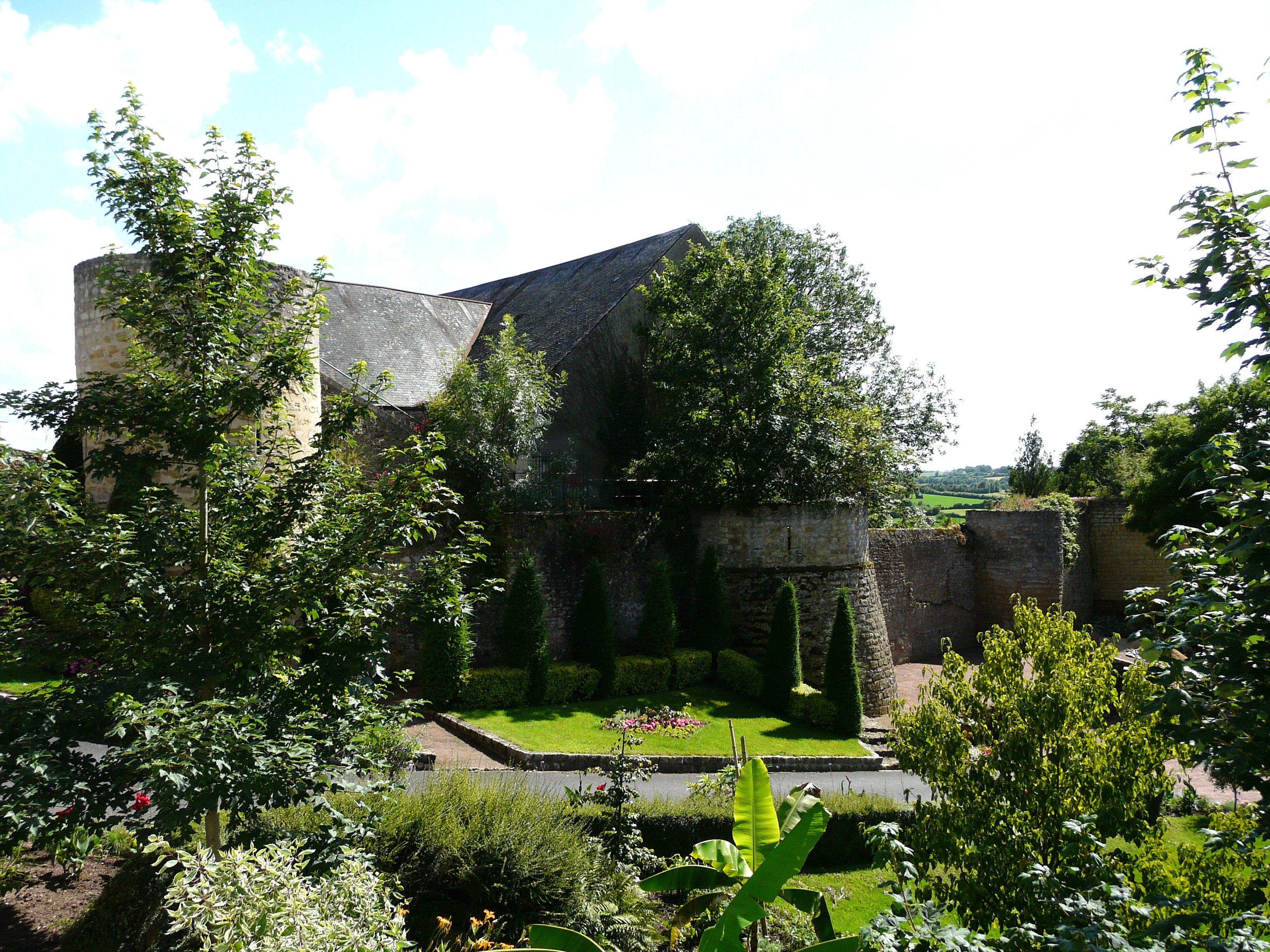
Les remparts du Parc Imbert à Thouars.

## Postérité
Une rue et le parc floral de Thouars portent son nom,.

## Distinctions
- 1864 : Médaille d'argent du concours de 1864 (section Histoire) du ministère de l'Instruction publique[10].
- 1869 : Mention « Honorable » de la Société de statistique, sciences et arts du département des Deux-Sèvres pour ses recherches archéologiques sur la ville de Thouars[11].

## Publications
- Hugues Imbert, Registre de correspondance et biographie du duc Henri de La Trémoille, Poitiers, Dupré, 1867, 332 p.
- Hugues Imbert, Notice sur l'église collégiale d'Oiron, Niort, Clouzot, 1869, 17 p.
- Hugues Imbert, Histoire de Thouars, Niort, L. Clouzot, 1871, 415 p. (lire en ligne)
- Huges Imbert, Lettres de Catherine de Parthenay dame de Rohan-Soubise et de ses deux filles Henriette et Anne à Charlotte-Brabantine de Nassau, duchesse de La Trémoille, Niort, L. Clouzot, 1874, 161 p.
- Hugues Imbert, Cartulaire de l'abbaye de Saint-Laon de Thouars, Niort, L. Clouzot, 1876, 216 p. (lire en ligne)
- Hugues Imbert, Cartulaire de l'abbaye de Chambon, Niort, L. Clouzot, 1876, 111 p.
- Hugues Imbert, Les grands jours de Poitou : Registres Criminels (1531, 1567, 1579, 1634), t. XVI, Niort, L. Clouzot, 1878, 361 p.
- Hugues Imbert, Pancarte des droits de prévôté de la ville de Thouars (1559), Niort, L. Clouzot, 1881, 15 p.
- Hugues Imbert, La coiffure de Madame du Plessis-Mornay, Saint-Maixent-l'École, Imprimerie Reversé, 13 p.